# Frederik Willem van Brunswijk
Frederik Willem van Brunswijk-Lüneburg-Oels (Brunswijk, 9 oktober 1771 - Slag bij Quatre-Bras, 16 juni 1815), bijgenaamd de Zwarte Hertog, was regerend hertog van Brunswijk(-Lüneburg) en bevelhebber in de napoleontische oorlogen.

## Leven
Frederik Willem was de jongste zoon van hertog Karel Willem Ferdinand en Augusta Frederika van Hannover, dochter van Frederik, prins van Wales. Hij trad 1789 in militaire dienst van Pruisen, werd kapitein bij een infanterieregiment en nam sinds 1792 deel aan veldtochten tegen Frankrijk. Na de Vrede van Bazel (1795) werd hij generaal-majoor. In 1805 erfde hij van zijn oom Frederik August het niet-soevereine hertogdom Oels in Pruisisch Silezië. De bestuurlijke hervorming van 1807 beroofde hem hier echter van alle politieke macht.
Hij streed in 1806 in de Slag bij Auerstedt, waar zijn vader dodelijk gewond raakte. Hierop sloot hij zich met zijn regiment aan bij het korps van Gebhard Leberecht von Blücher, waarmee hij korte tijd in krijgsgevangenschap raakte. Aangezien zijn oudste broer, de zwakzinnige en vrijwel blinde erfprins Karel, kort tevoren was gestorven en zijn broers George en August diens handicaps deelden, volgde Frederik Willem zijn vader na diens dood op 10 november 1806 op in Brunswijk-Lüneburg. Napoleon bezette het hertogdom echter in 1807 en voegde het bij het Koninkrijk Westfalen, waar hij zijn broer Jérôme op de troon zette.
De hertog ging hierna naar Zweden, vervolgens naar Bruchsal in Baden en in 1809 naar Wenen. Bij het uitbreken van de Vijfde Coalitieoorlog (1809) vormde hij in Braunau en Nachod (Bohemen) een circa 2000 man tellend eigen korps. Aan de zwarte uniformen van dit korps dankte Frederik Willem zijn bijnaam "de Zwarte Hertog" en het korps zelf de naam "de Zwarte Schare". Met de keus voor zwart bracht hij zijn wraakgevoelens jegens Frankrijk tot uitdrukking.
Hij viel vanuit Bohemen aan Oostenrijkse zijde Saksen binnen en veroverde Dresden en Leipzig. Vervolgens besloot hij zijn toevlucht in Engeland te zoeken. Via Halle, Halberstadt, Brunswijk, Hannover, Delmenhorst vocht hij zich een weg naar Elsfleth en Brake, waar het korps zich inscheepte. Met name de bestorming van Halberstadt (29 juli 1809) en de Slag bij Ölper (1 augustus 1809), waar hij zich tegenover een meerderheid handhaafde, brachten "Brunswijk-Oels en zijn zwarten" grote roem en de status van volkshelden. Via Helgoland in Engeland aangekomen, werd hij met bewondering ontvangen en trad hij in Britse dienst. De Britse regering ging niet in op Frederik Willems voorstellen het korps Duitsland te laten binnenvallen, maar zette het in bij de strijd in Spanje en Portugal.
De Zwarte Hertog bemoeide zich direct na de mislukking van Napoleons Russische veldtocht (1813) niet met de gang van zaken op het continent, maar na Volkerenslag bij Leipzig liet hij een gevolmachtigde Brunswijk weer in bezit nemen. Korte tijd later werd hij door zijn volk jubelend verwelkomd. De eerste tijd van zijn regering besteedde hij aan het opbouwen van een slagvaardige troepenmacht, waarmee hij zijn land aan de bedelstaf bracht. Zijn populariteit nam door zijn incompetente bestuur, mogelijk door gebrek aan bestuurlijke ervaring, danig af.

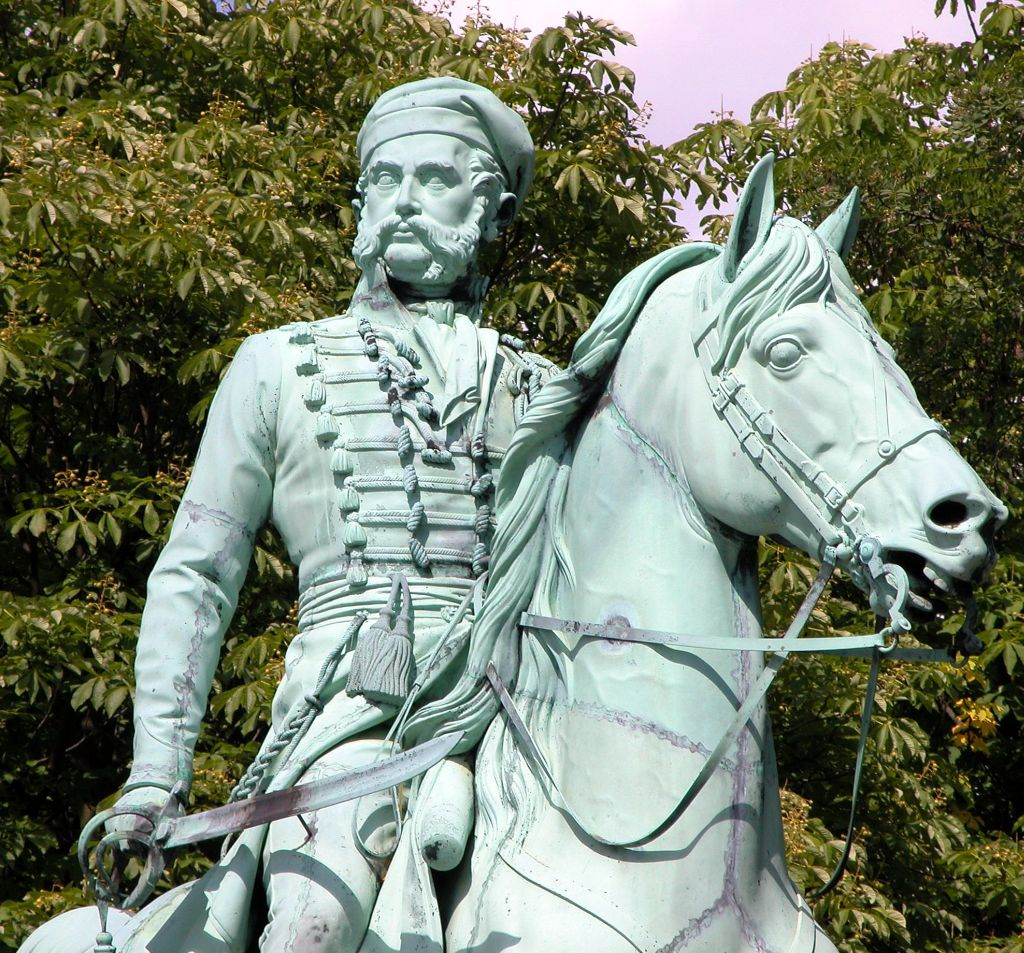
De Zwarte Hertog - monument te Brunswijk

Frederik Willem woonde korte tijd het Congres van Wenen (1814-1815) bij, dat Brunswijk-Lüneburg als Hertogdom Brunswijk formeel herstelde. Na Napoleons terugkeer trok hij wederom ten strijde. Hij sneuvelde door een kogel in de Slag bij Quatre-Bras, twee dagen voor Napoleons definitieve nederlaag bij Waterloo. Hij werd opgevolgd door zijn minderjarige zoon Karel II, namens wie zijn zwager, de latere George IV, het land regeerde.

## Huwelijk en kinderen
Frederik Willem was sinds 1802 gehuwd met Maria van Baden (1782-1808), dochter van Karel Lodewijk van Baden. Uit het huwelijk werden drie kinderen geboren:
- Karel Frederik August Willem (1804-1873), hertog van Brunswijk
- Willem August Lodewijk Maximiliaan Frederik (1806-1884), hertog van Brunswijk
- Naamloze dochter (16 april 1808)

## Voorvaderen
| Frederik Willem van Brunswijk             | Frederik Willem van Brunswijk                                                                                           | Frederik Willem van Brunswijk                                                                                           | Frederik Willem van Brunswijk                                                                              | Frederik Willem van Brunswijk                                                                              | Frederik Willem van Brunswijk                                                                                                  | Frederik Willem van Brunswijk                                                                                                  | Frederik Willem van Brunswijk                                                                                                  | Frederik Willem van Brunswijk                                                                                                  |
| ----------------------------------------- | --- | --- | --- | --- | --- | --- | --- | --- |
| Overgrootouders                           | Ferdinand Albrecht II van Brunswijk-Wolfenbüttel (1680–1735) ∞ Antoinette Amalia van Brunswijk-Wolfenbüttel (1696–1762) | Ferdinand Albrecht II van Brunswijk-Wolfenbüttel (1680–1735) ∞ Antoinette Amalia van Brunswijk-Wolfenbüttel (1696–1762) | Frederik Willem I van Pruisen (1688–1740) ∞ Sophia Dorothea van Hannover (1687–1757                        | Frederik Willem I van Pruisen (1688–1740) ∞ Sophia Dorothea van Hannover (1687–1757                        | Koning George II van Groot-Brittannië (1683-1760) ∞ 1705 Prinses Caroline van Brandenburg-Ansbach (1683-1737)                  | Koning George II van Groot-Brittannië (1683-1760) ∞ 1705 Prinses Caroline van Brandenburg-Ansbach (1683-1737)                  | Hertog Frederik II van Saksen-Gotha-Altenburg (1676-1732) ∞ 1695 Prinses Magdalena Augusta van Anhalt-Zerbst (1679-1740)       | Hertog Frederik II van Saksen-Gotha-Altenburg (1676-1732) ∞ 1695 Prinses Magdalena Augusta van Anhalt-Zerbst (1679-1740)       |
| Grootouders                               | Karel I van Brunswijk-Wolfenbüttel (1713–1780) ∞ Charlotte van Pruisen (1716–1801)                                      | Karel I van Brunswijk-Wolfenbüttel (1713–1780) ∞ Charlotte van Pruisen (1716–1801)                                      | Karel I van Brunswijk-Wolfenbüttel (1713–1780) ∞ Charlotte van Pruisen (1716–1801)                         | Karel I van Brunswijk-Wolfenbüttel (1713–1780) ∞ Charlotte van Pruisen (1716–1801)                         | Prins Frederik van Groot-Brittannië, prins van Wales (1707-1751) ∞ 1736 Prinses Augusta van Saksen-Gotha-Altenburg (1719-1772) | Prins Frederik van Groot-Brittannië, prins van Wales (1707-1751) ∞ 1736 Prinses Augusta van Saksen-Gotha-Altenburg (1719-1772) | Prins Frederik van Groot-Brittannië, prins van Wales (1707-1751) ∞ 1736 Prinses Augusta van Saksen-Gotha-Altenburg (1719-1772) | Prins Frederik van Groot-Brittannië, prins van Wales (1707-1751) ∞ 1736 Prinses Augusta van Saksen-Gotha-Altenburg (1719-1772) |
| Ouders                                    | Karel Willem Ferdinand van Brunswijk-Wolfenbüttel (1735–1806) ∞ Augusta Frederika van Hannover (1737-1813)              | Karel Willem Ferdinand van Brunswijk-Wolfenbüttel (1735–1806) ∞ Augusta Frederika van Hannover (1737-1813)              | Karel Willem Ferdinand van Brunswijk-Wolfenbüttel (1735–1806) ∞ Augusta Frederika van Hannover (1737-1813) | Karel Willem Ferdinand van Brunswijk-Wolfenbüttel (1735–1806) ∞ Augusta Frederika van Hannover (1737-1813) | Karel Willem Ferdinand van Brunswijk-Wolfenbüttel (1735–1806) ∞ Augusta Frederika van Hannover (1737-1813)                     | Karel Willem Ferdinand van Brunswijk-Wolfenbüttel (1735–1806) ∞ Augusta Frederika van Hannover (1737-1813)                     | Karel Willem Ferdinand van Brunswijk-Wolfenbüttel (1735–1806) ∞ Augusta Frederika van Hannover (1737-1813)                     | Karel Willem Ferdinand van Brunswijk-Wolfenbüttel (1735–1806) ∞ Augusta Frederika van Hannover (1737-1813)                     |
| Frederik Willem van Brunswijk (1771–1815) | | | | | | | | |

- Bibliothèque nationale de France: cb14590620q (data)
- Gemeinsame Normdatei: 118703242
- International Standard Name Identifier: 0000 0000 5491 2380
- Library of Congress Control Number: nb2002000713
- Nationale Bibliotheek van Polen: a0000003731411
- Nederlandse Thesaurus van Auteursnamen: 074252119
- Système universitaire de documentation: 144108844
- Virtual International Authority File: 63514378
- WorldCat: E39PBJvRXyx3tTVxYhwVVxjHmd